# (536287) 2015 CL62
(536287) 2015 CL62 est un objet transneptunien de magnitude absolue 6,5. 
Son diamètre est estimé à 222 km, ce qui pourrait le qualifier comme candidat au statut de planète naine.